# Amphioplus agassizii
Amphioplus agassizii är en ormstjärneart som beskrevs av Addison Emery Verrill 1899. Amphioplus agassizii ingår i släktet Amphioplus och familjen trådormstjärnor. Inga underarter finns listade i Catalogue of Life.